# Dia Mundial do Solo
O Dia Mundial do Solo, é celebrado anualmente no dia 5 de Dezembro e foi implementado pela Assembleia Geral das Nações Unidas em 2013 com o intuito de alertar para a importância de existirem solos saudáveis que devem ser geridos de forma sustentável.               

## História
A criação deste dia teve como ponto de partida uma recomendação da União Internacional de Ciências do Solo que obteve o apoio da FAO (Organização das Nações Unidas para Alimentação e Agricultura). Assim, no dia 20 de dezembro de 2013, Assembleia Geral das Nações Unidas com a assinatura da Resolução 68/232 proclamou o dia 5 de Dezembro o Dia Mundial do Solo, prestando também homenagem a Bhumibol Adulyadej um dos principais paladinos da criação desta efeméride.

## Objectivos
De acordo com a FAO solos saudáveis são essenciais para garantir a erradicação da fome, a segurança alimentar e um desenvolvimento sustentável que permita a adaptação às alterações climáticas.
Assim, este dia tem como intuito alertar os governos e as populações para o importante papel que o solo desempenha nos ecossistemas. Devendo por isso serem protegidos, através de acções que combatam a sua erosão, a sua salinização e que preservem a sua biodiversidade de forma sustentável.

## Ligações Externas
- FAO | Campanha do Dia Mundial do Solo de 2021: Salinização do solo
- FAO | Mantenha o solo vivo, Proteja a biodiversidade do solo